# 우리카드
우리카드는 대한민국의 신용카드사로, 2013년 우리은행의 신용카드 사업 부문에서 분사하여 신설된 법인이다.
비씨카드의 2대 주주사다.(1대 주주는 KT) 이 영향으로 자체 발급망 없이 모든 신용카드와 체크카드가 비씨카드 프로세싱으로 발급되어 왔으나, 2021년 말부터 자체 가맹점 모집을 선언함과 동시에 독자 결제망을 구축하기로 했다. 우리은행 - MBK파트너스 컨소시엄이 롯데카드를 인수한 일이 있어서 롯데카드의 결제망으로 가지 않나 하는 추측이 있었으나, 롯데카드 완전 인수 대신 자체 가맹점망과 결제망을 구축하기로 했다.
2023년 7월 24일에 자체 가맹점망 및 결제망(전표 매입망)을 개통하고, 동시에 자체 결제망을 이용하는 신용/체크카드를 첫 런칭했다. 이후 비씨 상품들을 대거 감축했으며, 카드의정석 오하CHECK같이 비씨카드로 나왔던 몇몇 상품을 자체망을 이용하는 상품으로 전환했다.

## 연혁
- 1994년: 평화은행에서 비자카드 업무 시작
- 2001년: 평화은행 카드사업부문을 인수하여 우리신용카드(주) 설립
- 2004년: 우리은행 카드사업부문으로 흡수
- 2013년 4월: 우리은행에서 분사하여 우리카드 출범
- 2014년 11월: 우리은행으로 최대 주주 변경
- 2016년 8월: 위비마켓 서비스 오픈
- 2018년 12월: 새마을금고와 업무제휴 계약 체결
- 2019년 9월: 우리금융그룹으로 최대 주주 변경
- 2021년: 자체 결제망 구축 추진, 자체 가맹점 모집 개시
- 2022년: 다이너스 클럽 취급 개시
- 2023년: 카카오뱅크 제휴 신용카드 출시
- 2023년 7월 24일: 자체 가맹점망 개통과 함께 자체 결제망 이용 신용/체크카드 첫 출시

## 취급 카드
- 우리카드(독자)[2]
  - 비자카드
  - 마스터카드
  - 국내전용카드

- 비씨카드(취급 중)
  - 비씨국내전용카드(취급 중)
  - 비씨 비자카드
  - 비씨 마스터카드[3]
  - 비씨 은련
  - 비씨 다이너스 클럽
  - 비씨 글로벌

## 발급기관
- 우리은행
- 우리종합금융
- 카카오뱅크

## 특징
1. 체크카드는 우리은행에만 계좌를 연결할 수 있었다가 2015년 8월에 신한은행, 중소기업은행, KB국민은행, NH농협은행으로 연결 은행을 1차적으로 확대했고, 2016년 1월에 대구은행, 광주은행, 부산은행, 경남은행, 하나은행으로 연결 가능 은행을 2차적으로 확대했다. 하지만 모든 상품에 적용되는 사항이 아니며, 우리은행으로 연결하지 않으면 현금카드 기능을 이용할 수 없다. 타 은행 연결시 체크카드의 해외신판 역시 제한되어 있었다가 2016년 11월에 비자카드, 마스터카드, 유니온페이가 우선 개방됐고, 비씨 글로벌은 2016년 12월 16일에 해외신판을 개방했다. 타행에 연결해서 체크카드를 이용하다가 우리은행으로 결제 계좌를 바꾸면, 해당 카드의 훼손재발급 신청을 해서 재발급받아야 우리은행의 현금카드로 이용할 수 있다.
2. 미국 디스커버와 제휴한 비씨카드 자체의 해외 결제망인 비씨 글로벌의 경우, 우리카드만 현재 비씨 글로벌 체크카드의 해외신판(해외 사용)이 가능하다. 다른 비씨카드 회원 은행들에서 나오는 비씨 글로벌 체크카드는 전산상의 문제 때문에 해외신판이 아직 안 되는 관계로, 국제현금카드의 역할밖에 하지 못한다. SC제일은행이 우리카드와 더불어 비씨 글로벌 체크카드의 해외 사용이 가능했지만, SC제일은행이 2022년 4월에 현대카드와 제휴하고 동년 11월에 비씨카드 취급을 중단하면서 다시 우리카드만 남았다. 우리카드가 자체망을 개통한 후에는 NEW 현대백화점 체크카드가 단종되면서, 비씨 글로벌 체크카드는 연회비 95,000원을 받는 그랑블루 체크카드의 비씨 글로벌 버전만 남아 있다.
3. 체크카드의 해외신판 시 NH농협카드, 하나카드처럼 기존에 받고 있는 해외 브랜드 로열티 1%에 해외신판 1건당 0.5달러의 고정 수수료를 추가로 받기 때문에 해외신판 수수료가 상대적으로 비싸다. 체크카드의 해외신판 수수료는 비자카드/마스터카드 로열티 1%에 해외신판 1건당 0.5달러의 환가 수수료를 받으며, 비씨 글로벌이나 은련은 로열티를 받지 않기 때문에 해외신판 1건당 0.5달러의 환가 수수료만 받는다. 그것도 예전에는 비자카드/마스터카드 로열티 1%에 환가 수수료로 1%를 추가로 받아 총 수수료율이 2%라는 살인적인 수수료율이었다가, 해외신판 1건당 0.5달러로 조정된 것이다. 단, 마스타 플래티넘이 장착된 "썸타는 체크카드"(이후 LOL 챔피언십 체크카드로 변경)는 이 0.5달러를 받지 않고 마스터카드에 들어가는 로열티 1%만 해외신판 수수료로 받는다. 2020년 들어서는 몇몇 비자카드 상품들의 해외신판 로열티가 1.1%로 인상됐다.
4. 우리은행에만 연결이 가능한 체크카드 중 "우리BC ONE 체크카드 국제ATM"은 금융결제원의 국제현금카드망인 EXK가 장착되어 있다. 우리은행에서 별도로 EXK가 달린 현금카드를 발행하지 않기 때문에, 우리은행 연결 카드들 중 EXK 망으로 현금인출이 가능한 유일한 카드다. 따라서 이 체크카드는 현금인출기능 때문에 우리은행에만 연결할 수 있었으며, 2024년 10월 7일에 신규 발급이 중지됐다.
5. 체크카드의 경우 일부 상품은 비씨카드의 간편결제 서비스인 ISP/페이북 앱의 오프라인 NFC 및 QR코드 결제를 이용할 수 없다.
6. 자체적인 카드 포인트 체계로 "모아포인트"를 운영하고 있으며, 모아포인트가 적립되지 않는 상품은 기존 비씨카드처럼 지정가맹점 등지에서 이용시 탑포인트로 적립된다. 우리WON멤버스에 가입하면 모아포인트는 꿀머니로 명칭이 바뀐다.
7. 체크카드의 경우 우리은행 창구나 우리은행 위비 스마트 KIOSK에서 즉시 발급받는 경우에는 카드 번호가 프린팅되어 나오며, 인터넷 등 원격으로 신청해야 양각되어서 나온다. 처음부터 카드 번호가 후면에 프린트되는 상품들은 여기에 해당하지 않는다.
8. 우리카드의 임직원카드는 우리은행, 우리카드, 우리종합금융, 우리에프아이에스 등의 계열사에 한하여 발급된다.
9. 우리카드는 신용카드와 체크카드를 포함하여 1~12월 기준으로 10장 이상 발급 시 차후 1년 간 신규 발급이 제한된다.(예 - 2018년 1월~6월까지 10장 발급 시 2019년 1월부터 신규상품 추가발급 가능)
10. 우리카드 결제 시 비씨카드의 포인트 채널인 탑포인트 가맹점에서 탑포인트가 적립된다. 이때 카드 상품에 따라 모아포인트(꿀머니)와 중복 적립된다. 2023년 7월 24일에 첫 출시한 자체결제망 카드는 당연히 모아포인트만 적립된다.
11. 2018년 7월, 롯데그룹에서는 최초로 내부 포인트 플랫폼인 엘포인트를 타 금융기관에 개방한 첫 사례로 큰 이슈가 되었는데, 항간에 의하면 비금융 지주사는 금융 계열사를 포함할 수 없다는 방침에 따라 롯데카드의 매각설이 나오던 시점의 업무 협약임을 근거로 롯데카드가 우리금융지주로 매각되는 게 아니냐는 포괄적 해석을 낳기도 하였다. 그러나 롯데카드는 우리금융지주로 넘어가지 못했고 우리카드는 자체 결제망을 구축했으며, 롯데카드는 교통카드 부문인 로카모빌리티를 분할하여 맥쿼리에 매각했다.
12. 비접촉 결제(비자 컨택리스, 마스터카드 Just tap and go 등) 도입에 적극적인 신용카드사로, 체크카드에도 후불교통형 한정으로 보기 드물게 비접촉결제 기능을 장착한다. 2023년 7월 24일에 첫 런칭한 자체결제망 이용 마스타 체크카드에는 비교통형에도 Just tap and go가 장착된다.
13. 카드를 갱신하고 나서 갱신받은 카드를 첫 이용하면, 이전에 사용했던 구 카드는 신 카드의 전표매입 직후에 소멸하지 않고 90일 후 카드 목록에서 소멸한다.

## 본점 및 지점 현황
- 본점: 서울특별시 종로구 종로1길 50 (중학동, 더케이트윈타워)
- 인천캐피탈지점: 인천광역시 부평구 부평대로 75, 2층 (부평동, 한화생명부평사옥)
- 강남캐피탈지점: 서울특별시 강남구 언주로 620 (논현동)
- 부산캐피탈지점: 부산광역시 부산진구 중앙대로 718 (부전동)
- 대구캐피탈지점: 대구광역시 중구 달구벌대로 2156 (봉산동)
- 대전캐피탈지점: 대전광역시 서구 대덕대로 239 (둔산동)
- 광주캐피탈지점: 광주광역시 서구 상무중앙로 9 (치평동)
- 수원캐피탈지점: 경기도 수원시 팔달구 경수대로 464 (인계동)
- 일산캐피탈지점: 경기도 고양시 일산서구 중앙로 1422 (주엽동)
- 창원캐피탈지점: 경상남도 창원시 성산구 상남로 83 (상남동)
- 분당캐피탈지점: 경기도 성남시 분당구 황새울로258번길 97 (수내동)
- 청주캐피탈지점: 충청북도 청주시 흥덕구 강서로 118 (강서동)
- 부천캐피탈지점: 경기도 부천시 원미구 신흥로 167 (중동)
- 천안캐피탈지점: 충청남도 천안시 서북구 쌍용대로 251 (성정동)
- 안양캐피탈지점: 경기도 안양시 동안구 시민대로 202 (호계동)
- 포항캐피탈지점: 경상북도 포항시 북구 서동로 84 (상원동)